# La Belleza (Orellana)
La Belleza ist eine Ortschaft und eine Parroquia rural („ländliches Kirchspiel“) im Kanton Francisco de Orellana der ecuadorianischen Provinz Orellana. Sitz der Verwaltung ist García Moreno, 2 km südsüdwestlich der Provinzhauptstadt Puerto Francisco de Orellana gelegen. Die Parroquia besitzt eine Fläche von 610,23 km². Die Einwohnerzahl lag im Jahr 2010 bei 4133. Die Parroquia wurde am 30. Juli 1998 gemeinsam mit der Provinz Orellana sowie weiteren Parroquias gegründet.

## Lage
Die Parroquia La Belleza liegt im Amazonastiefland am rechten Flussufer des in nordnordöstlicher Richtung fließenden Río Napo. Dieser  Eine Straße führt von Puerto Francisco de Orellana nach La Belleza. Die Parroquia hat eine Ausdehnung in Nord-Süd-Richtung von etwa 33 km sowie in Ost-West-Richtung von knapp 26 km.
Im Westen, jenseits des Río Napo, befindet sich im Südwesten die Parroquia Chontapunta (Kanton Tena, Provinz Napo) und im Nordwesten die Parroquia Puerto Murialdo (Kanton Loreto). Im Norden grenzt die Parroquia La Belleza an die Parroquia García Moreno, im Osten an die Parroquia Dayuma, im äußersten Südosten an die Parroquia Inés Arango sowie im Süden und Südwesten erneut an die Parroquia Chontapunta.